# Luigi Lo Cascio

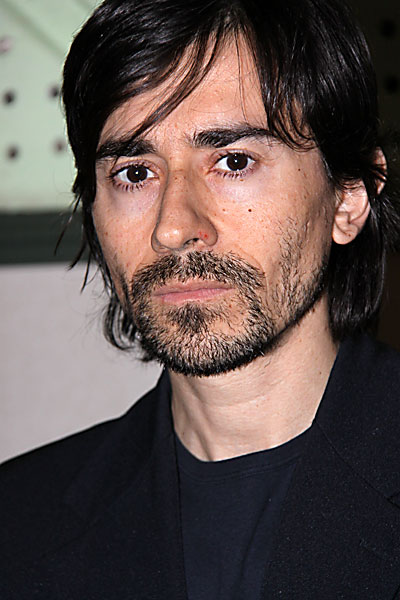
Luigi Lo Cascio

Luigi Lo Cascio (* 20. Oktober 1967 in Palermo) ist ein italienischer Schauspieler.

## Biografie
Luigi Lo Cascio wurde 1967 in Palermo geboren. Dort wuchs er mit vier Brüdern auf und beschloss zunächst, Medizin zu studieren, um wie einer seiner Urgroßväter und sein Onkel Psychiater zu werden. Während des Studiums schloss er sich mit Freunden dem Straßentheater Ascelle (dt.: „Achselhöhle“) an. 1989 wurde er von dem Theaterregisseur Federico Tiezzi entdeckt, der ihm eine Rolle in seiner Inszenierung von Samuel Becketts Warten auf Godot anbot, die ihn u. a. an das Teatro Quirino in Rom und das Teatro Carignano in Turin führte. Schnell fand Lo Cascio Gefallen am Theater und brach sein Medizinstudium ab, um professioneller Schauspieler zu werden. Lo Cascio zog nach Rom und beendete 1992 erfolgreich seine Schauspielausbildung an der staatlichen Kunsthochschule Silvio D'Amico in Orazio Costas Inszenierung von William Shakespeares Hamlet. Weitere Auftritte in den 1990er Jahren in zahlreichen klassischen Theaterstücken wie Alexandre Dumas’ Die Kameliendame (1992), Shakespeares Romeo und Julia (1996), Heinrich von Kleists Die Familie Schroffenstein (1997) und Oscar Wildes Salome (1998) folgten. Lo Cascio hegt eine Vorliebe für das Theater Luigi Pirandellos, die griechische Tragödie, aber auch für Beckett und Bertolt Brecht.
Ein Onkel Lo Cascios, der Schauspieler Luigi Maria Burruano, vermittelte ihm im Jahr 2000 die Hauptrolle in Marco Tullio Giordanas Spielfilm 100 Schritte. Das Krimidrama folgt dem Leben des sizilianischen Politikers Giuseppe „Peppino“ Impastato, der sich mit einem selbstfinanzierten illegalen Radiosender gegen die Mafia stellte und dies 1978 mit dem Leben bezahlte. 100 Schritte war internationaler Erfolg bei Publikum und Kritikern beschieden. Der Film wurde 2001 für den Golden Globe nominiert, während Lo Cascio im selben Jahr für sein Kinodebüt in der Rolle des Giuseppe Impastato, das von der Frankfurter Rundschau als „Dreieinigkeit“ aus Rudi Dutschke, Werner Enke und Roberto Benigni beschrieben wurde, den wichtigsten italienischen Filmpreis, Premio David di Donatello, erhielt.
An diesen Erfolg anknüpfen konnte Lo Cascio im folgenden Jahr mit der Hauptrolle in Giuseppe Piccionis Licht meiner Augen (2001), einem stillen, melancholischen Liebesfilm, in dem er den Chauffeur Antonio spielt, der sich mit Helden aus Science-Fiction-Romanen identifiziert und in der alleinerziehenden Mutter und sich dem Leben verweigernden Stoikerin Maria die Liebe seines Lebens trifft. Lo Cascio erhielt bei der Premiere von Licht meiner Augen auf den Filmfestspielen von Venedig 2001 (gemeinsam mit seiner Filmpartnerin Sandra Ceccarelli) die Coppa Volpi als bester Darsteller und setzte sich damit gegen Ben Kingsley (The Triumph of Love) und Gael García Bernal (Y Tu Mamá También – Lust for Life) durch.
Im Jahr 2002 folgte mit Cristina Comencinis Familiengeschichte Der schönste Tag in meinem Leben, erneut an der Seite Ceccarellis, die Rolle des homosexuellen Sohnes einer von Virna Lisi verkörperten Mutter, der seine Liebe zu Männern im Verborgenen lebt. 2003 arbeitete Lo Cascio wieder mit Marco Tullio Giordana zusammen, an Die besten Jahre. Der Film, ursprünglich als Vierteiler für das staatliche Fernsehen RAI konzipiert, zeigt die politische und gesellschaftliche Entwicklung Italiens von den 1960er Jahren bis zur Gegenwart am Beispiel einer Familie und kam als Zweiteiler à drei Stunden auch ins Kino. Lo Cascio und Alessio Boni spielen darin ein gegensätzliches Brüderpaar und wurden gemeinsam mit dem übrigen männlichen Ensemble mit einem Nastro d’Argento geehrt.
Bis 2006 spielte Lo Cascio in sechs weiteren Filmen meist die Hauptrolle, darunter Buongiorno, notte – Der Fall Aldo Moro (2003), Marco Bellocchios Aufarbeitung des Entführungsfalls Aldo Moro, und die erneute Zusammenarbeit mit Giuseppe Piccioni und Sandra Ceccarelli in Das Leben, das ich immer wollte (2004), in dem Lo Cascio als anfangs verliebter, später egomaner Star eines Kostümdramas zu sehen ist. 2009 spielte er in Baarìa mit.
Luigi Lo Cascio lebt in Rom und ist seit 2006 mit der Filmeditorin Desideria Rayner verheiratet.

## Filmografie (Auswahl)
- 2000: 100 Schritte (I cento passi)
- 2001: Licht meiner Augen (Luce dei miei occhi)
- 2002: Der schönste Tag in meinem Leben (Il più bel giorno della mia vita)
- 2003: Die besten Jahre (La meglio gioventù)
- 2003: Buongiorno, notte – Der Fall Aldo Moro (Buongiorno, notte)
- 2003: Mio cognato
- 2004: Eyes of Crystal (Occhi di cristallo)
- 2004: Das Leben, das ich immer wollte (La vita che vorrei)
- 2005: Die Bestie im Herzen (La bestia nel cuore)
- 2006: Mare nero
- 2007: Il dolce e l'amaro
- 2008: Sanguepazzo
- 2008: Buffalo Soldiers ’44 – Das Wunder von St. Anna (Miracle at St. Anna)
- 2009: Gli amici del bar Margherita
- 2009: Baarìa
- 2010: Noi credevamo
- 2013: Salvo
- 2013: Die süße Gier (Il capitale umano)
- 2019: Il Traditore – Als Kronzeuge gegen die Cosa Nostra (Il traditore)
- 2020: Was uns hält (Lacci)
- 2022: Il signore delle formiche
- 2022: Chiara

## Auszeichnungen

### David di Donatello
- 2001: Bester Hauptdarsteller für 100 Schritte
- 2002: nominiert als Bester Hauptdarsteller für Licht meiner Augen
- 2004: nominiert als Bester Hauptdarsteller für Die besten Jahre

### Europäischer Filmpreis
- 2002: nominiert für den Publikumspreis als Bester Darsteller für Licht meiner Augen
- 2003: nominiert als Bester Darsteller für Die besten Jahre

### Weitere
Sindacato Nazionale Giornalisti Cinematografici Italiani
- 2001: nominiert für den Nastro d’Argento als Bester Hauptdarsteller für Hundert Schritte
- 2004: Nastro d’Argento als Bester Hauptdarsteller für Die besten Jahre
- 2011: Nastro d’Argento des Jahres für Noi credevamo (gemeinsam mit dem Schauspielensemble und Stab)

Internationale Filmfestspiele von Venedig
- 2001: Coppa Volpi und Pasinetti-Preis als Bester Darsteller für Licht meiner Augen